# Исалу (национальный парк)

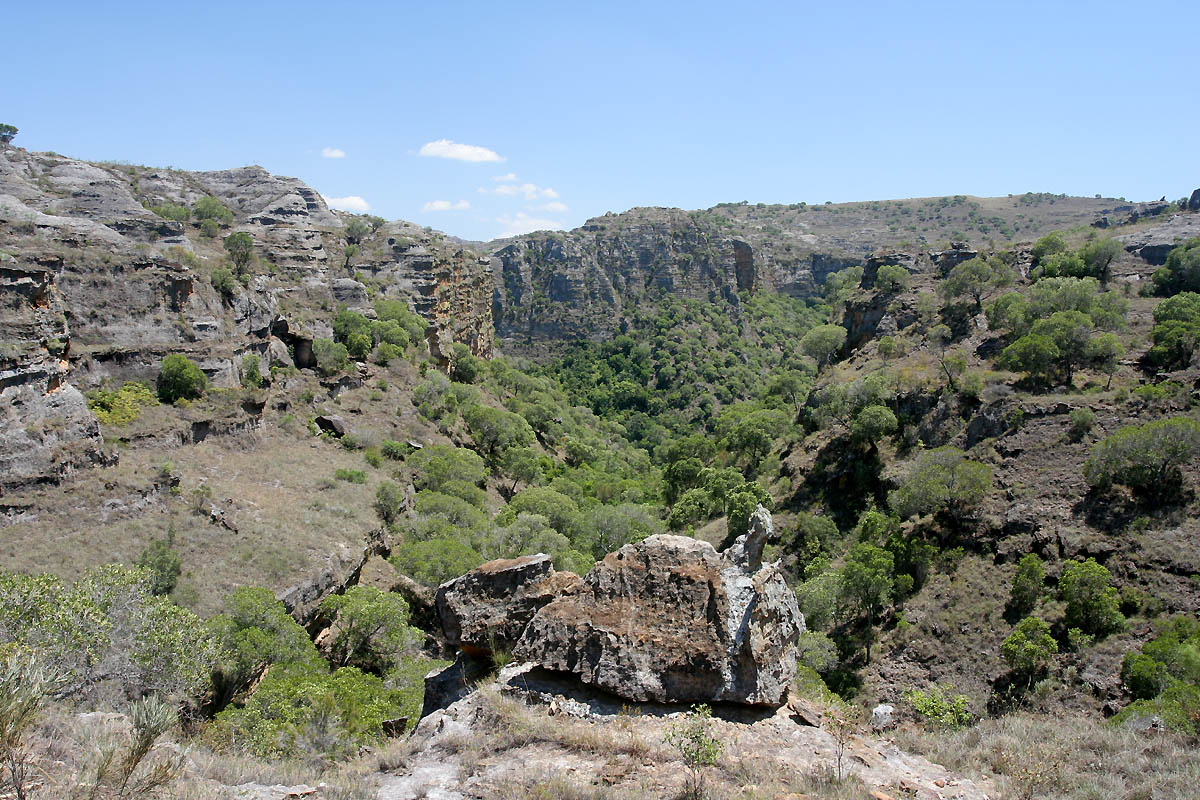
Пейзаж Баянаула

Исалу (малаг. Isalo) — мадагаскарский национальный парк.
Находится в провинции Тулиара острова Мадагаскар. Его площадь составляет около 800 км². Парк известен своим широким разнообразием ландшафтов.
В парке встречаются 82 вида птиц, 33 вида пресмыкающихся, 15 видов лягушек и 14 видов млекопитающих.

## Галерея

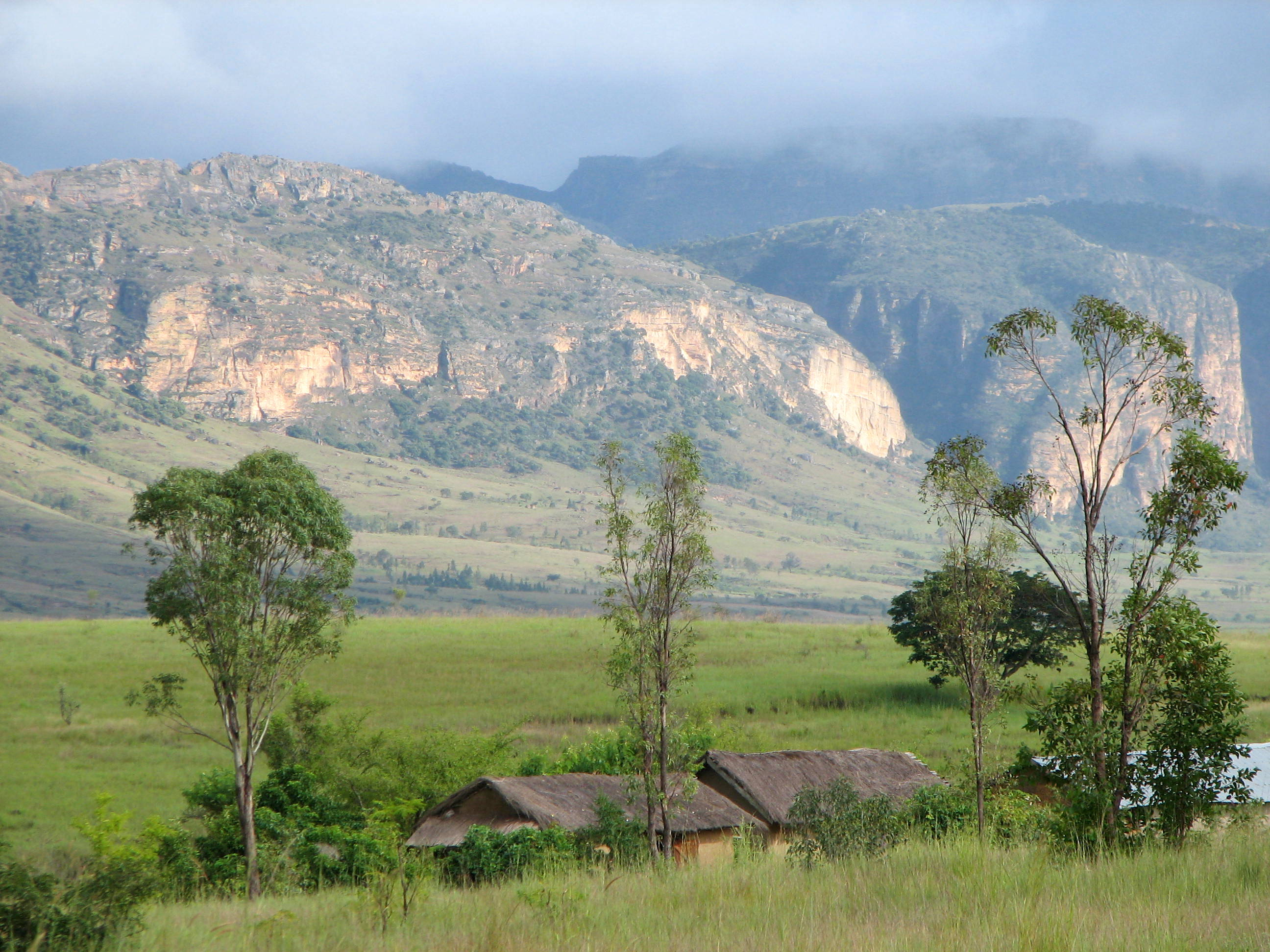
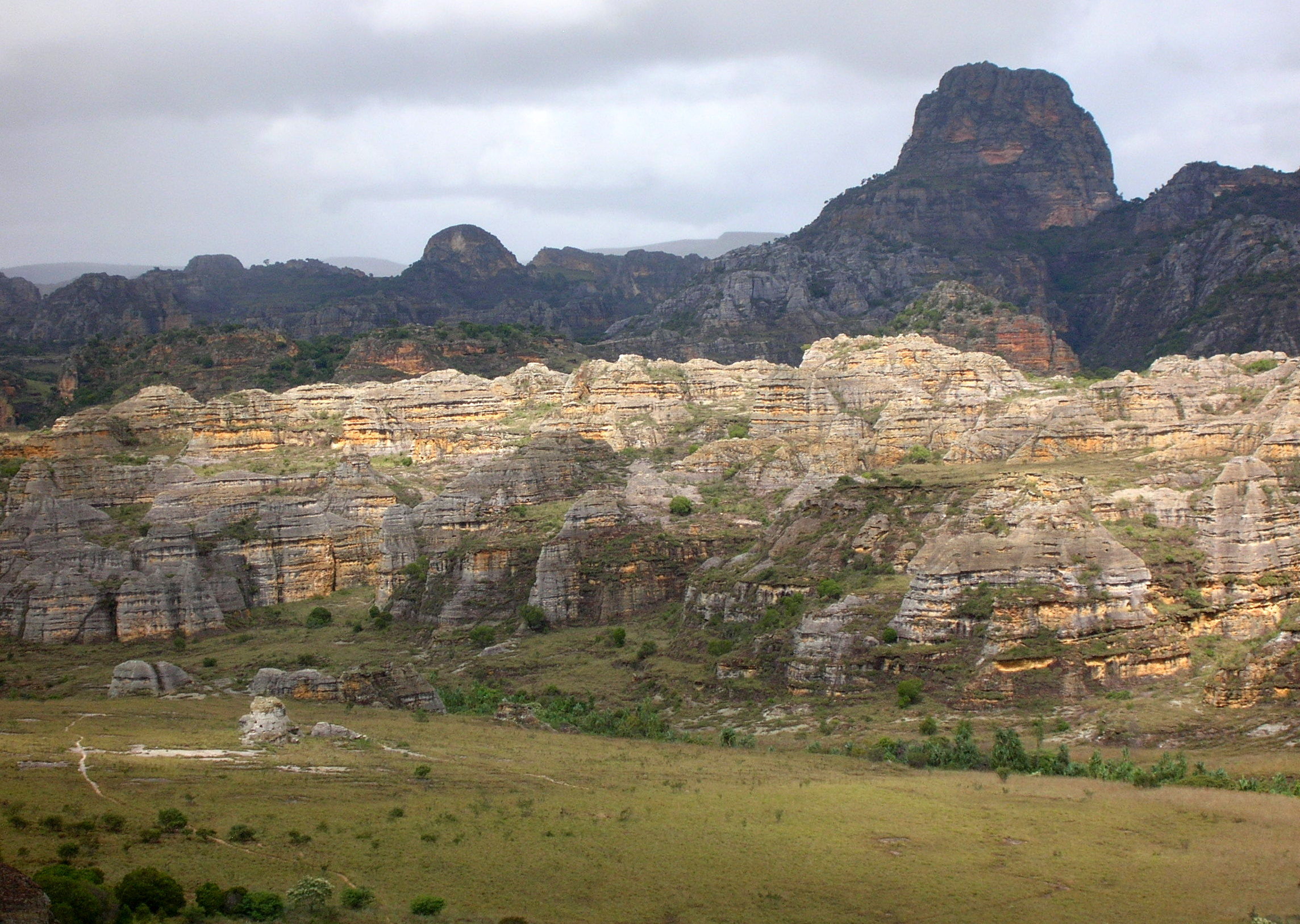
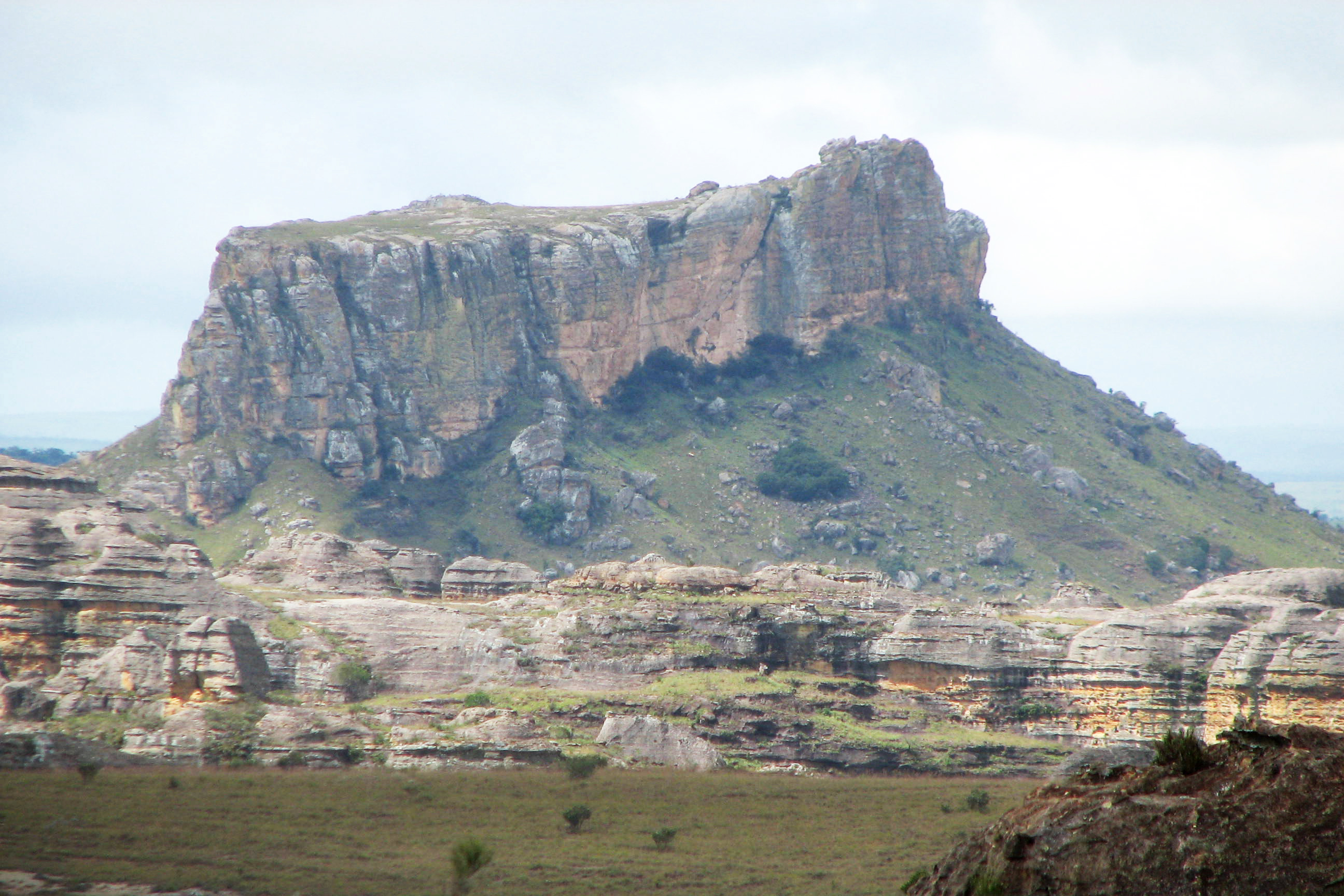
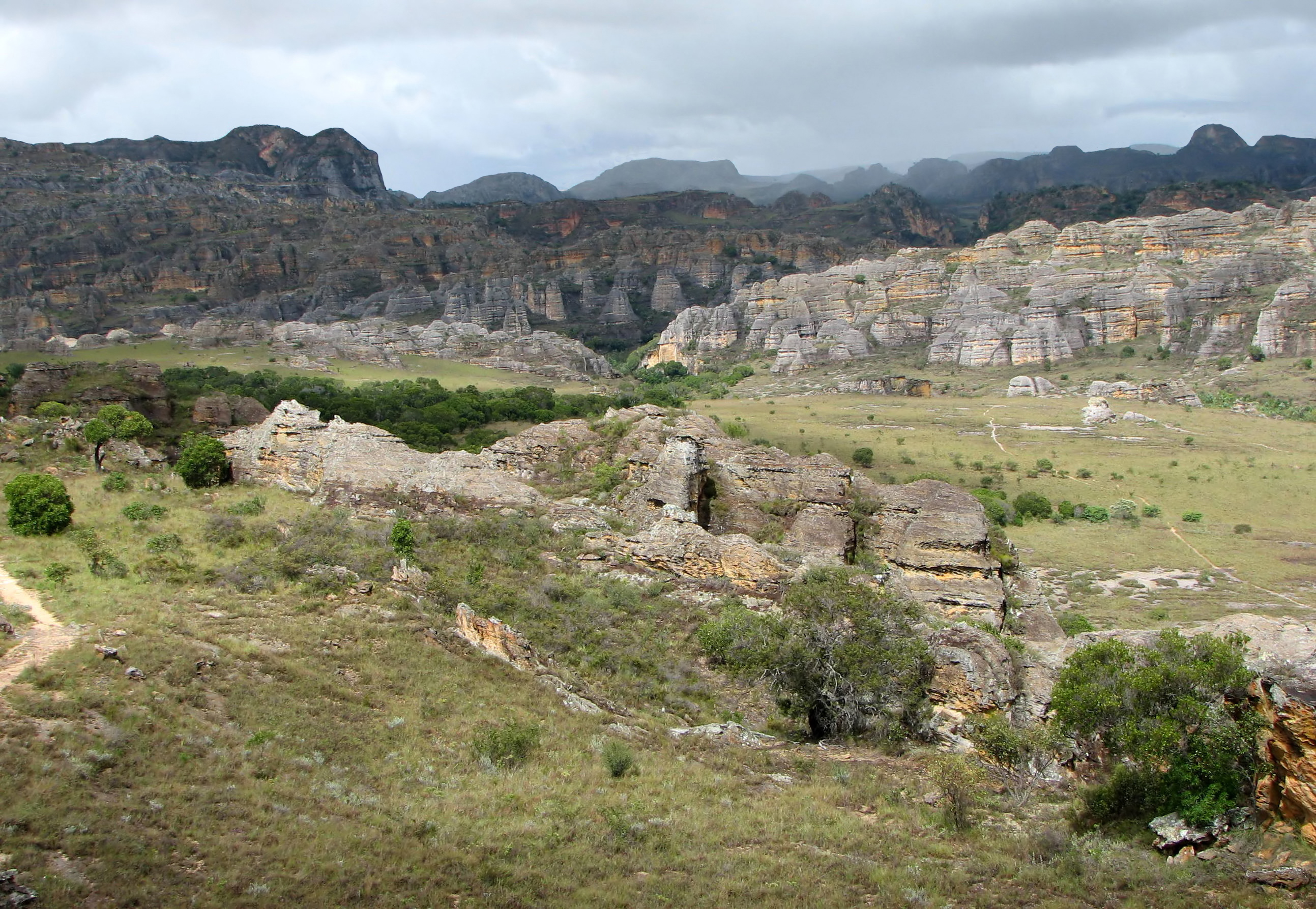
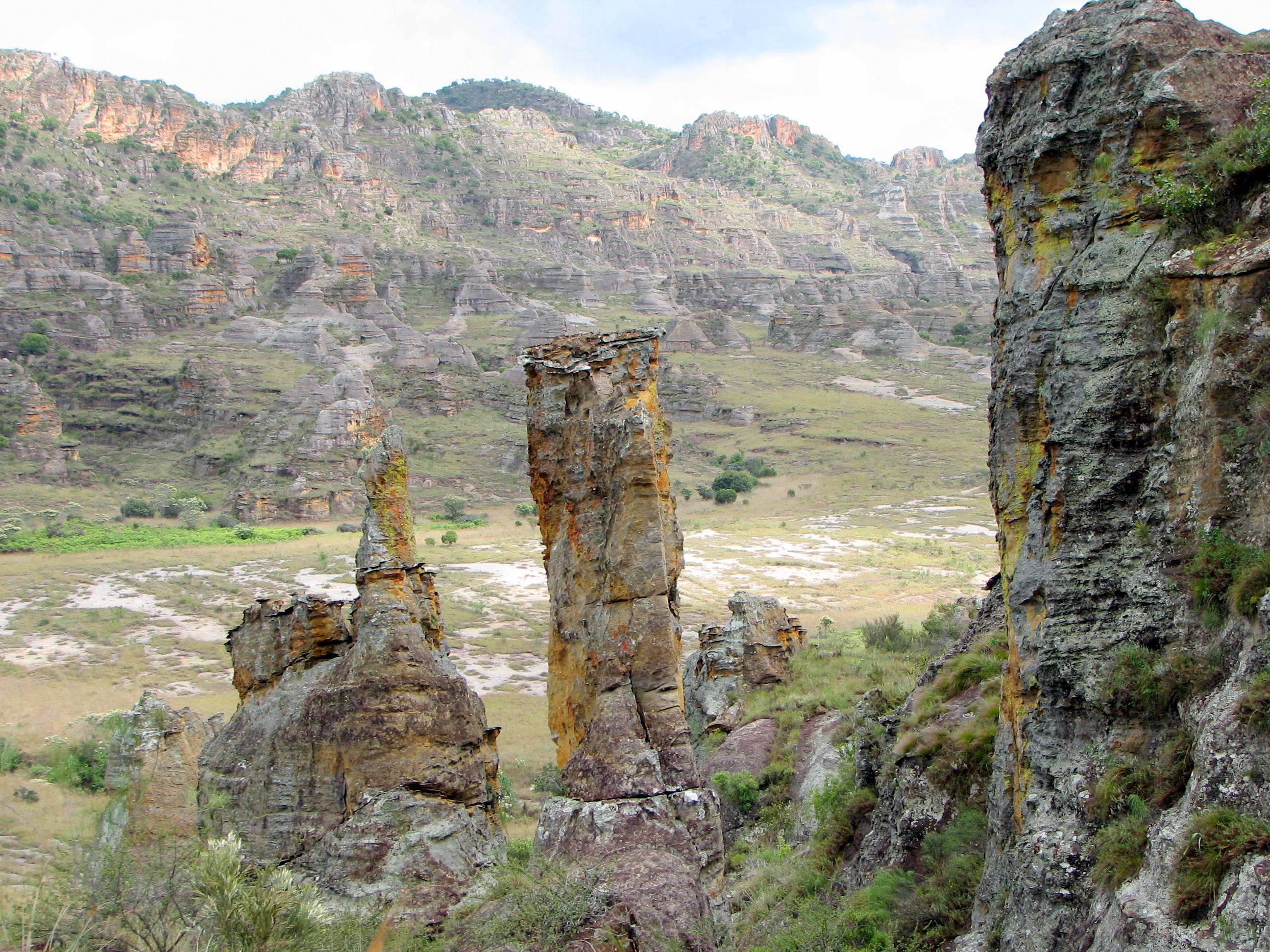
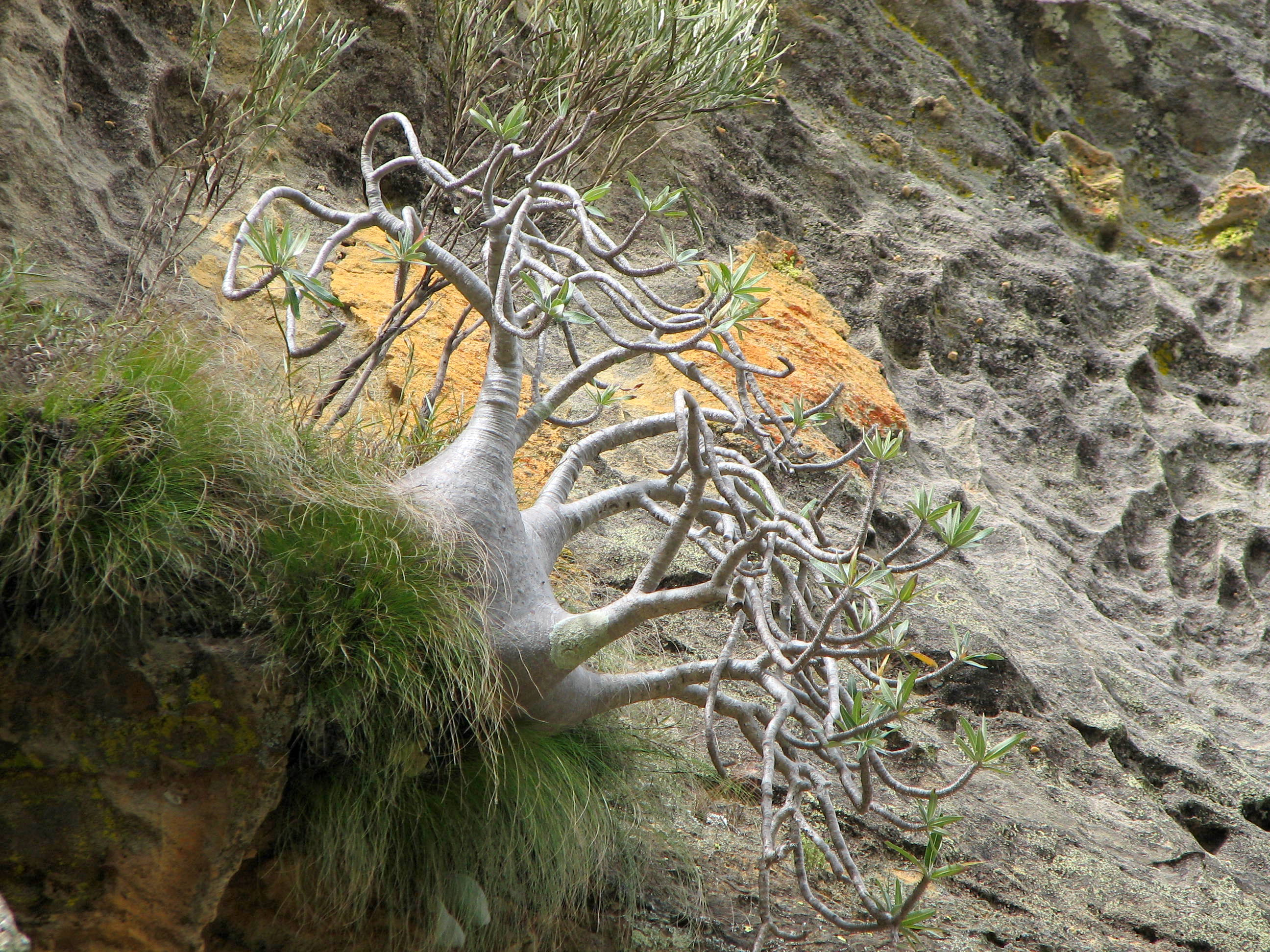
Pachypodium Rosulatum Gracilius
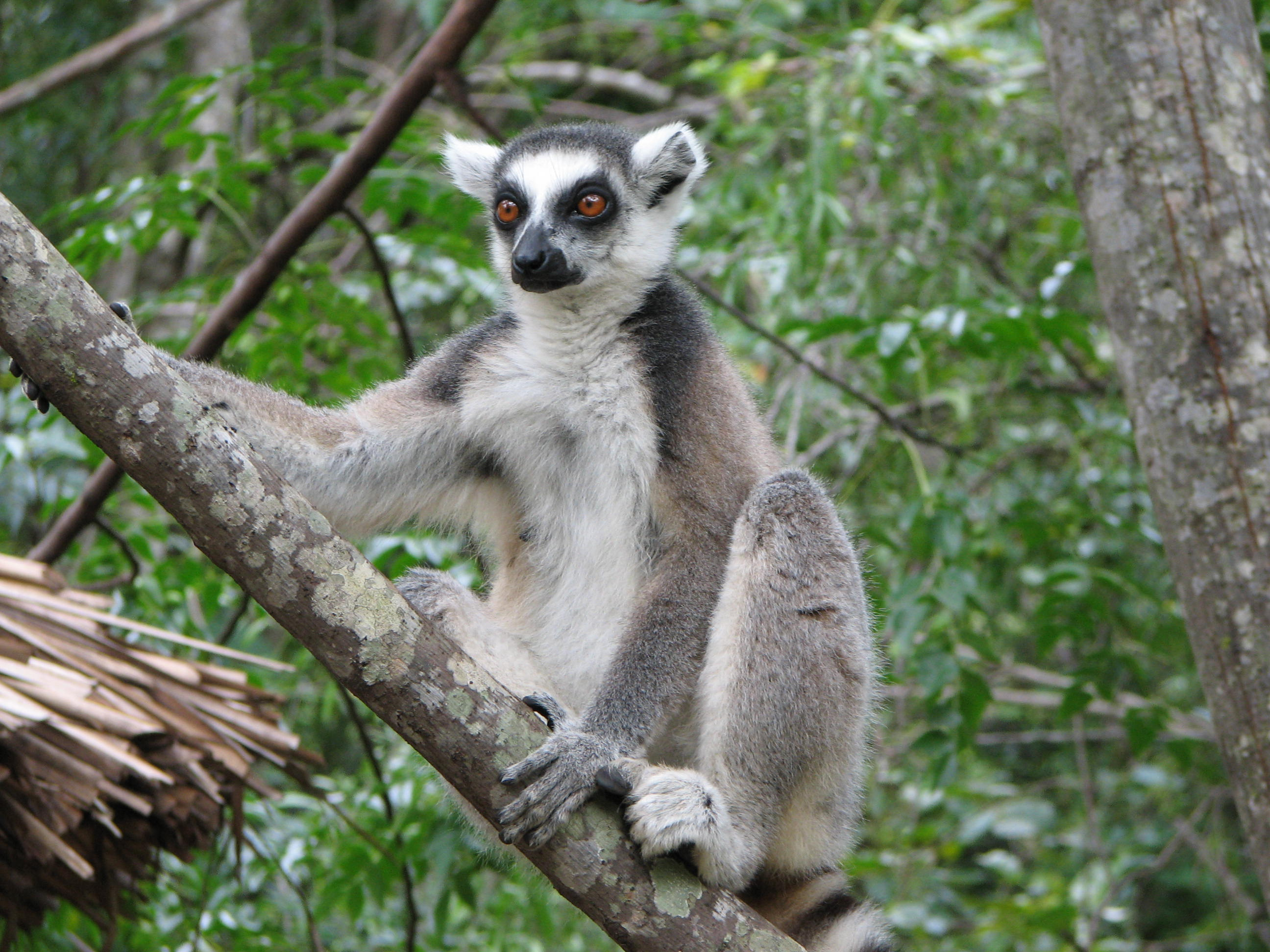
Кошачий лемур
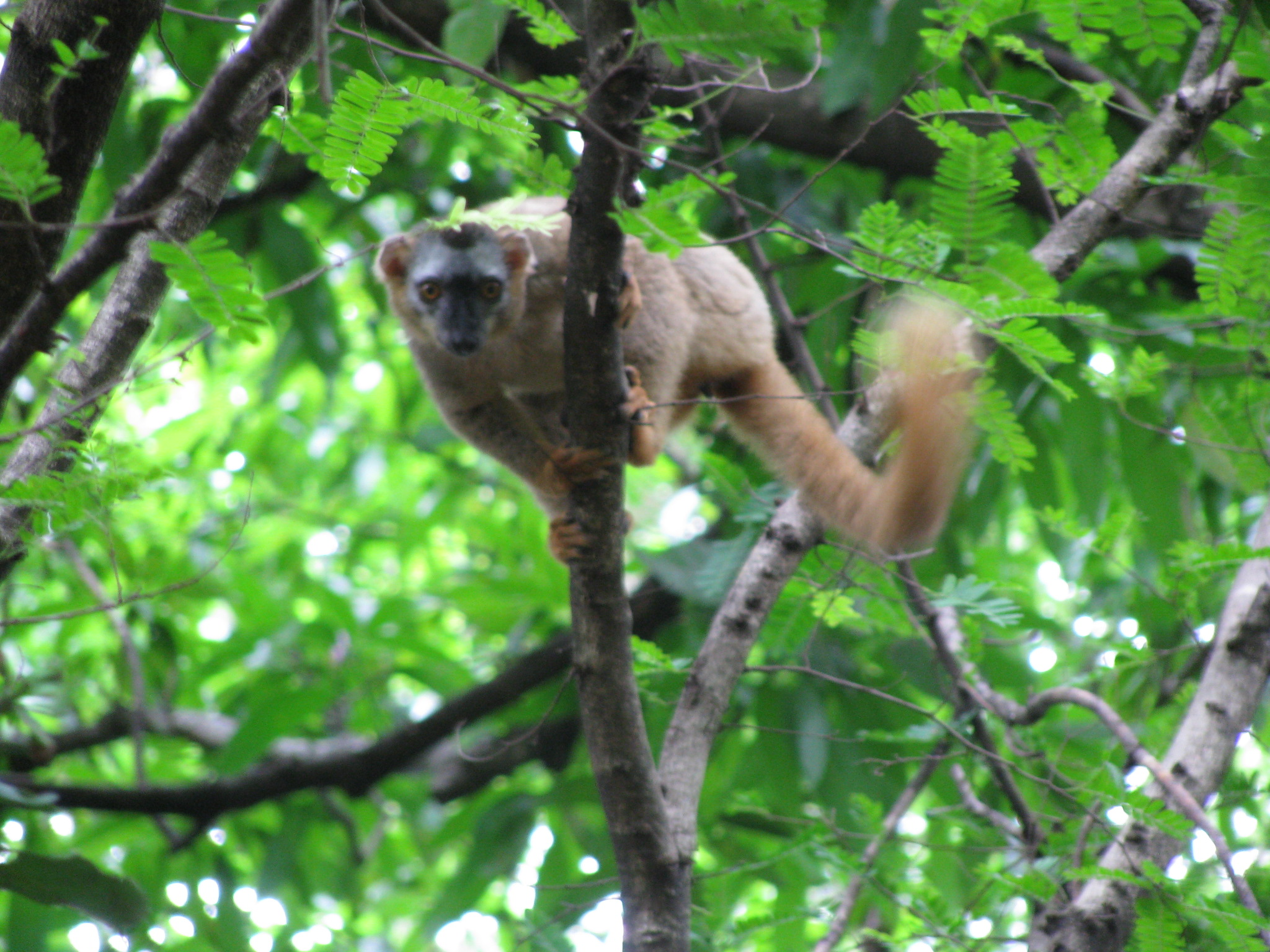
Brown lemur